# Dragões de Angola
Os Dragões de Angola constituiram as tropas a cavalo que o Exército Português empenhou na Guerra do Ultramar em Angola, no final da década de 1960 e início da de 1970. Historicamente, constituiram provavelmente as últimas tropas de genuínos dragões (infantaria a cavalo) a serem empregues em operações de combate.
A designação "Dragões de Angola" era apenas honorífica. Inicialmente aplicou-se como título meramente honorífico às unidades de cavalaria blindada e motorizada de guarnição normal em Angola. Como tal, foi aplicada sucessivamente ao Esquadrão de Reconhecimento de Luanda, ao Grupo de Reconhecimento de Angola e ao Grupo de Cavalaria n.º 1. Com o surgimento das subunidades de tropas a cavalo, a designação passou a aplicar-se mais especificamente a estas.

## História
As unidades de dragões fizeram parte das guarnições dos territórios africanos de Portugal, desde o século XVIII até ao início do século XX. Em Angola e Moçambique, essas unidades ainda chegaram a ser empregues em combate contra os alemães, durante a Primeira Guerra Mundial. No entanto, pouco depois, essas unidades passaram a ser motorizadas e blindadas, mantendo, no entanto, o título honorífico de "Dragões".
As tropas de Dragões - no sentido original e não honorífico do termo - ressurgiram no Exército Português, no contexto da Guerra do Ultramar. Em 1958 foi criada a primeira unidade da arma de Cavalaria, sedeada em Angola (Luanda) desde logo adotando a designação de "Dragões de Angola". Posteriormente veio a ser criado o Grupo de Reconhecimento de Angola, (mais tarde designado por Grupo de Cavalaria nº 1 ou GCav1),com sede na cidade de Silva Porto (Bié), integrando esse Esquadrão e dado origem à constituição de mais 2 esquadrões operacionais e um esquadrão de comando e serviços. Em Luanda ficou sedeado o ECav401 (1º Esquadrão), em Silva Porto o ECS e o ECav402 (2º Esquadrão) e na cidade do Luso o ECav403 (3º Esquadrão). Estas unidades estavam equipadas com blindados Panhard (EBR e ETT) de origem francesa, que haviam sido sujeitos às necessárias adaptações ao teatro operacional. Mais tarde foram também integradas unidades blindadas, de características diferentes, as AML. Esses veículos eram, preferencialmente utilizados em escoltas a colunas (militares ou civis), designados por MVL. 
Em 1966, devido às condições de combate no Leste de Angola, o Comando do Exército Português decidiu então criar um pelotão experimental a cavalo. Essa unidade mostrou-se ideal para a atuação na região, pois os militares a cavalo tinham uma boa visão do terreno coberto por capim elevado, conseguindo fazer uma aproximação silenciosa às forças inimigas. 
O armamento padrão da unidade era uma espingarda G3, para uso em combate apeado, e uma pistola Walther P38, para tiro a cavalo. O seu sucesso foi de tal monta que a unidade experimental deu lugar a três esquadrões a cavalo, integrados no já citado GCav1. 
O GCav1 veio também a integrar uma unidade de atiradores de cavalaria, designada por CCav1407, com sedeado na povoação do Andulo.
Esse sucesso incentivou ainda, no início da década de 1970, a criação de uma unidade deste tipo em Moçambique. Na atuação dos dragões destaca-se as operações onde estes "empurravam" as forças inimigas numa direção, as quais eram, posteriormente, cercadas por tropas, lançadas de helicóptero na retaguarda daquelas.